# Подлозинки
Подлозинки — деревня в Каменском районе Тульской области России. 
В рамках административно-территориального устройства входит в Архангельский сельский округ Каменского района, в рамках организации местного самоуправления включается в Архангельское сельское поселение.

## География
Расположена в 1 км к западу от райцентра, села Архангельское, и в 107 км к югу от областного центра, г. Тулы. 

## Население
| 2002 | 2010 |
| ---- | ---- |
| 141  | ↘98  |